# Émulseur
Ne doit pas être confondu avec Émulsifiant.
 (octobre 2021).

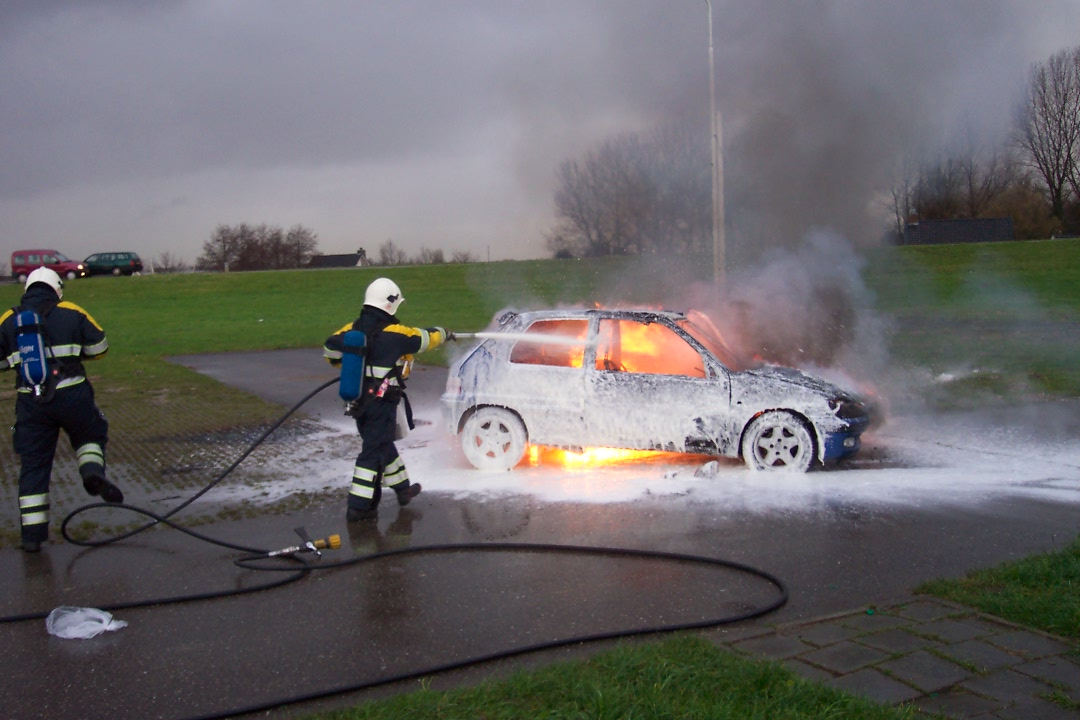
Pompiers en formation à la lutte contre les incendies avec de la mousse contenant des PFAS.

Un émulseur est une solution aqueuse saponifiante permettant de diminuer la tension superficielle de l'eau favorisant ainsi la formation d'une mousse dans les extincteurs. Agent moussant, il répond à différentes formulations selon le type d'appareil utilisé dans la lutte contre le feu.

## Types d'émulseurs utilisés dans la lutte contre le feu
Il existe différents types d'émulseurs utilisés par les sapeurs pompiers et dans les extincteurs :
- Émulseur newtonien : émulseur dont la viscosité est indépendante de son état d'agitation ;
- Émulseur thixotrope : émulseur dont la viscosité diminue quand on augmente son état d'agitation. Au repos, il peut se présenter sous la forme d'un gel.

La fabrication d'émulseurs permet de distinguer deux principales bases moussantes :
- Émulseur protéinique : contient des protéines hydrolysées ;
- Émulseur synthétique : contient des tensioactifs d'origine synthétique.

On trouve :

### AFFF (Agent formant un film flottant)
Émulseur doté de tensioactifs fluorés « filmogènes ». Dans les cas de feux de catégorie B (hydrocarbures et solvants inflammables), il forme à la surface des hydrocarbures ou solvants en feu un mince film aqueux l'isolant de l'air. La couche doit être épaisse et résistante aux températures élevées ainsi qu'au démoussage par le solvant afin d'éviter la ré-inflammation. L'AFFF ne forme pas de film aqueux sur les liquides polaires.
Les tensioactifs fluorés responsables de la formation du film aqueux ont été mis sur le marché dans les années 1970 par la société 3M.
AFFF vient de la terminologie anglo-saxonne : Aqueous Film Forming Foam.
Les AFFF ont pour inconvénient d'être « nocifs pour l'environnement et la santé ». Des alternatives moins toxiques ou non-toxiques sont recherchées, par exemple à base de polysaccharides tels que la gomme xanthane.

### FFFP (Agent formant un film flottant protéinique)
Émulseur de base protéinique présentant la propriété filmogène, comme pour un AFFF.
FFFP vient de la terminologie anglo-saxonne : Film Forming Foam Protein.

### FFF (émulseur sans fluor)
Émulseur à base de tensioactifs hydrocarbonés. Il crée un tapis de mousse avec une multitude de bulles.
FFF vient de l'anglais : Fluorine-Free Foam. On le retrouve aussi sous le nom "F3".
En 2002, BIOEX a lancé le premier émulseur sans fluor polyvalent et efficace sur le marché : ECOPOL.

### AMM (Agent mouillant moussant)
Émulseur modifiant la tension superficielle de l'eau, très utilisé en feux de forêts et de paille. Ils sont composés de tensioactifs de nature anionique (alkyl sulfates, alkyls sulfonates), d'alcools gras et de dérivés glycolés. Ils peuvent avoir un caractère irritant. Leur concentration d'emploi est relativement faible et les plus performants sont efficaces à des concentrations d'emploi variant entre 0,1 % et 0,5 %. Ces produits sont associés à l'emploi de systèmes de dosage précis. Leur propriété mouillante multiplie le pouvoir extincteur de l'eau en la faisant pénétrer dans les supports solides.

### APPPP (Agent produisant une pellicule protectrice polyvalente)
Émulseur qui contient des polymères hydrophiles créant un gel d'eau sur les liquides polaires.

### Émulseur polyvalent
Émulseur efficace autant sur les feux de liquides polaires que sur les hydrocarbures. Sensible au froid, il devient plus visqueux à l'approche de 0 °C. Il est en outre difficile de trouver un émulseur polyvalent qui foisonne au-dessus de 1:700.

### Émulseur multifoisonnement
Émulseur qui peut produire des mousses de différents foisonnements (bas, moyen, haut).

## Applications
- Émulseur + eau = Solution moussante
- Solution moussante + air = mousse

## Pollution
L'utilisation de mousse anti-incendie contenant des PFAS peut provoquer une pollution de l'environnement par ruissellement.
Les feux de catégorie B (hydrocarbures et solvants inflammables) sont combattus par des mousses épaisses projetées sur le liquide enflammé de manière à former un film aqueux en surface du carburant enflammé le privant d'oxygène. La couche doit être épaisse et résistante aux températures élevées ainsi qu'au démoussage par le solvant afin d'éviter la ré-inflammation. Ces mousses mises commercialisées depuis les années 1970 sont constituées d'un mélange d'eau et d'émulseur (solution moussante à base d'agents tensio-actifs fluorés, efficaces, mais « nocifs pour l’environnement et la santé ». Des alternatives moins toxiques ou non-toxiques sont recherchées, par exemple, à base de polysaccharides tels que la gomme xanthane.
Au Danemark, à Korsør, un centre de formation à la lutte contre les incendies a contaminé des terres agricoles et du bétail avec du PFOS et du PFHxS,,.
En Suède, à Ronneby, les mousses anti-incendie d'un aéroport militaire ont contaminé l'eau potable et le sang des riverains avec plusieurs PFAS,.
En Belgique en 2021, un rapport (datant de 2018) sur la pollution de l'eau potable par des PFAS sur la base aérienne de Chièvres en 2017 est divulgué par le PTB au Parlement wallon. À la suite de tests de dépistage du PFOS et du PFOA par l'armée américaine, des taux dépassant la norme de l'Agence de protection de l'environnement des États-Unis (EPA) ont été relevés. Les résultats des tests sont partagés avec la Société wallonne des eaux (SWDE) qui confirme que l'eau est considérée comme potable d'après les normes belges (qui ne comprennent pas à ce moment-là de norme concernant les PFAS),. Malgré l'avis positif de la SWDE, de l'eau en bouteille est mise à disposition des soldats, mais la population de Chièvres n'est pas avertie,.